# Ypthima gaugamela
Ypthima gaugamela är en fjärilsart som beskrevs av Hans Fruhstorfer 1911. Ypthima gaugamela ingår i släktet Ypthima och familjen praktfjärilar. Inga underarter finns listade i Catalogue of Life.